# بوذيا
بوذيا: قسم من شعب التبت الذين يتحدثون لغة مقاطعة سيكيم، والتي هي قريبة من اللغة التبتية. في عام 2001، كان عدد البوذيا حوالي 70300 شخص. يرجع اصول البوذيا إلى النيبالية وإلى التبت.